# Brett Kulak
Brett Kulak (Edmonton, Alberta, 6 de enero de 1994) es un jugador profesional canadiense de hockey sobre hielo que se desempeña en la posición de defensor izquierdo en Edmonton Oilers, equipo de la National Hockey League (NHL).

## Carrera
Fue seleccionado en la cuarta ronda en la NHL Entry Draft de 2012. En 2014 hizo su debut profesional con el equipo Calgary Flames, en el cual jugó cuatro temporadas (2014-2018), después pasó a Montreal Canadiens (2018-2021), luego a Edmonton Oilers, donde lleva jugando tres temporadas.